# Nephrotoma dodabettae
Nephrotoma dodabettae är en tvåvingeart som beskrevs av Alexander 1951. Nephrotoma dodabettae ingår i släktet Nephrotoma och familjen storharkrankar. Inga underarter finns listade i Catalogue of Life.